# Евровизия 1963
Евровизия 1963 е 8-ият пореден песенен конкурс.

## История
Провежда се на 23 март 1963 г. в Лондон, Великобритания. Както и Нидерландия през 1960 г., Франция също се отказва да е домакин на фестивала този път – толкова скоро след последното му провеждане на френска земя, въпреки победата на френска песен на предишното издание. Причините са финансови. Отново на помощ идва британската телевизия Би Би Си, която преди това бе станала домакин и при отказа на нидерландците. Побеждава за първи път песен на датски език – „Dansevise“, изпълнена от Грете и Юрген Ингман. Звучи модерно аранжирана и се откроява на всички останали изпълнения, част от които продължават да са в стилистиката на старите градски мелодии, а други – да следват новата френска музикална вълна. Впоследствие датската песен става голям хит в няколко държави. Нидерландия, която от създаването на конкурса го печели два пъти, вече втора поредна година не получава нито една точка. Рони Карол, който заема 4 място през 1962 г., участва отново. За първи път на сцената се появява гъркинята Нана Мускури като представител на Люксембург. В следващите години тя се превръща в една от големите европейски звезди. Кармела Корен от Австрия пее на два езика – немски и английски. Макар в правилата да няма изрично изискване за езика на изпълнение, се спазва неписаното правило всеки изпълнител да се представя на своя матерен език. Австрийската песен, както и още няколко подобни отклонения в езика на изпълнение в следващите години ще накарат организаторите на фестивала да заложат в правилата му през 1966 г. изискването всеки да пее на официалния или един от официалните езици на държавата, която представя.

## Формат
Тази „Евровизия“ е различна. За първи път продуцентът е жена. Домакините използват случая, за да покажат на цяла Европа новия Телевизионен център на Би Би Си в Шепард`с-Буш. Оборудван с най-модерната за това време техника, той дава възможност на фестивала да изглежда по съвсем нов и дори изпреварил времето си начин. Практически това е първообраза на „Евровизия“ такава, каквато я познаваме днес – като се започне от надписите, които вече не треперят по екрана и не стоят като намацани и захвърлени по краищата на телевизора. Мине се през изпълненията – за първи път Би Би Си въвежда хореография при песните. Изпълнителите вече не стоят като заковани на сцената пред микрофон. Те се движат и разиграват малък сюжет, докато пеят.
Микрофон всъщност не се и вижда. Създава се усещането, че всички пеят на синбек, тъй като преди всяка песен камерата все пак показва различните диригенти на оркестъра. В случая се използват насочени микрофони, с каквито обикновено се борави при театрални постановки.
На сцената има вече и декори, които са различни за всяка песен, появяват се и беквокали. Камерите стабилно и уверено проследяват всяко движение.
И се стигне накрая до общия вид на фестивала – Би Би Си прилага при реализацията му формата на седмичната си класация „Топ ъф да попс“ (Top of the Pops). Цялата конкурсна вечер се провежда в две студиа – ТС3 и ТС4, с предварително наета публика, която пляска при подаден сигнал. Когато песента започва и камерата фиксира сцената, изпълнителите вече са на нея, наместо зрителите да ги чакат да се появят по стълби или зад кулисите. След края на изпълнението участниците остават по местата си, докато не се появи заставката за следващата песен. Водещата се включва само в началото на конкурсната вечер, за да я открие, и в края ѝ – за да приеме вота на националните журита. Повечето от говорителите на журитата звучат толкова ясно (с изключение на връзките с Югославия и Испания), сякаш не ги включват по телефона, а от съседното студио – още една от възможностите на модерната техника в току-що оборудваните студия на Би Би Си.
През 1963 година обаче такова шоу изглежда твърде модерно и революционно за останалите телевизии на континента. Това е и причината този подход да бъде загърбен от следващите домакини за много дълъг период от време. Зрителите ще почакат повече от 30 години, за да видят всички тези нововъведения от британското домакинство приложени отново на „Евровизия“.

## Изменение в правилата
Всяко национално жури вече се увеличава до 20 члена. Повече са и точките, които присъжда всеки един от тях – от една до пет. След като се сумират, всяка държава поставя балове на песните, заели първите пет места.

## Инциденти
По време на гласуването представителят на норвежкото жури съобщава точките според големината им, а не по начина, който е предварително обявен от организаторите – по реда на изпълнение. Той обявява резултата по следния начин: на Великобритания 5 бала, на Италия – 4, Швейцария – 3, Дания – 2, Германия – 1. Първоначално тези точки са показани и на таблото. Водещата Кети Бойл моли норвежците да повторят като приложат предварително уговорената схема, следваща реда на изпълнение. Тогава от Норвегия постъпва молба да се включат с резултатите чак след като всички останали държави съобщят своите. През това време данните от Норвегия не са заличени от таблото. Крайното класиране придобива следния вид: първа е Швейцария с 42 т., а втора Дания с 40. Този резултат не би трябвало да се промени, тъй като Норвегия единствено остава да повтори накрая вече обявените веднъж от нейното жури резултати, но в друг ред, без да подменя самите балове. Но при повторното включване от Осло местното жури съобщава други точки, подменяйки предишните: Великобритания – 5, Дания – 4 (вместо обявените първия път 2), Италия – 3 (вместо 4), Германия – 2 (вместо 1), Швейцария – 1 (вместо 3). Така крайният резултат е вече в полза на съседната на Норвегия – Дания. Протест обаче не постъпва, което кара наблюдателите да смятат, че при първото си включване норвежкото жури е съобщило грешни резултати. Все пак точките се предават на делегиран представител на Европейския съюз за радио и телевизия – организатора на „Евровизия“, преди официалното им обявяване в ефир. При гласуването има още един малък инцидент – от Монако първоначално присъждат 1 точка на Люксембург. Водещата ги моли да повторят баловете, защото общият брой се оказва повече от позволения. Тогава представителят на журито в Монако пропуска да съобщи точката за Люксембург. След конкурса медиите коментират, че макар във всяка страна точките да се присъждат от журита по определени критерии, а не по национални симпатии, съседското гласуване е вече сериозно застъпено. Френскоезичните държави приоритетно дават балове на изпълнения на френски.

## Участници и резултати
| №  | Страна         | Език              | Изпълнител/и         | Песен                             | Превод                     | Точки | Място |
| -- | -------------- | ----------------- | -------------------- | --------------------------------- | -------------------------- | ----- | ----- |
| 01 | Великобритания | английски         | Рони Карол           | „Say Wonderful Things“            | „Кажи нещо хубаво“         | 28    | 4     |
| 02 | Нидерландия    | нидерландски      | Ани Палмен           | „Een speeldoos“                   | „Музикална кутия“          | 0     | 13    |
| 03 | Германия       | немски            | Хайди Брюл           | „Marcel“                          | „Марсел“                   | 5     | 9     |
| 04 | Австрия        | английски, немски | Кармела Корен        | „Vielleicht geschieht ein Wunder“ | „Може би ще се случи чудо“ | 16    | 7     |
| 05 | Норвегия       | норвежки          | Анита Талуг          | „Solhverv“                        | „Слънцестоене“             | 0     | 13    |
| 06 | Италия         | италиански        | Емилио Периколи      | „Uno per tutte“                   | „Един за всички“           | 37    | 3     |
| 07 | Финландия      | финландски        | Лайла Халме          | „Muistojeni laulu“                | „Прекрасни неща“           | 0     | 13    |
| 08 | Дания          | датски            | Грете и Юрген Ингман | „Dansevise“                       | „Танцова песен“            | 42    | 1     |
| 09 | Югославия      | сърбохърватски    | Вице Вуков           | „Brodovi“                         | „Кораби“                   | 3     | 11    |
| 10 | Швейцария      | френски           | Естер Офарим         | „T’en va pas“                     | „Не си отивай“             | 40    | 2     |
| 11 | Франция        | френски           | Ален Бариер          | „Elle était si jolie“             | „Тя беше толкова красива“  | 25    | 5     |
| 12 | Испания        | испански          | Хосе Гуардиола       | „Algo prodigioso“                 | „Нещо чудотворно“          | 2     | 12    |
| 13 | Швеция         | шведски           | Моника Зетерлунд     | „En gång i Stockholm“             | „Веднъж в Стокхолм“        | 0     | 13    |
| 14 | Белгия         | нидерландски      | Жак Реймонд          | „Waarom?“                         | „Защо?“                    | 4     | 10    |
| 15 | Монако         | френски           | Франсоаз Арди        | „L’amour s’en va“                 | „Любовта си отива“         | 25    | 5     |
| 16 | Люксембург     | френски           | Нана Мускури         | „A force de prier“                | „Постоянно се моля“        | 13    | 8     |

## Гласуване
|                | Точки |   |   |   |   |   |   |   |   |   |   |   | Испания |   |   |   |   |
| Великобритания | 28    |   | 3 | – | – | 5 | – | 3 | 3 | 3 | – | 3 | 5       | 2 | – | 1 | - |
| Нидерландия    | 0     | - |   | – | – | – | – | – | – | – | - | – | –       | – | – | – | - |
| Германия       | 5     | – | - |   | – | 2 | – | – | – | – | – | - | –       | – | – | 3 | - |
| Австрия        | 16    | 4 | – | - |   | – | – | 4 | 1 | – | – | 2 | –       | 3 | 2 | – | - |
| Норвегия       | 0     | – | – | – | - |   | – | – | – | – | – | – | –       | – | - | – | - |
| Италия         | 37    | 2 | 1 | – | – | 3 |   | 2 | 5 | 4 | 5 | – | 3       | – | 3 | 5 | 4 |
| Финландия      | 0     | – | – | – | – | – | – |   | – | – | – | – | –       | – | – | – | - |
| Дания          | 42    | 3 | 5 | 2 | 3 | 4 | 2 | 5 |   | – | 3 | – | –       | 5 | 5 | – | 5 |
| Югославия      | 3     | – | – | – | – | – | – | – | – |   | – | 1 | 2       | – | – | – | - |
| Швейцария      | 40    | 5 | – | 4 | 5 | 1 | 5 | – | 4 | – |   | – | 4       | 1 | 4 | 4 | 3 |
| Франция        | 25    | – | 4 | 1 | 2 | – | 4 | – | – | 5 | 4 |   | 1       | – | 1 | 2 | 1 |
| Испания        | 2     | – | – | – | – | – | – | – | – | 2 | – | – |         | – | – | – | - |
| Швеция         | 0     | – | – | – | – | – | – | – | – | – | – | – | –       |   | – | – | - |
| Белгия         | 4     | – | – | – | 4 | – | – | – | – | – | – |   | –       | – |   | – | - |
| Монако         | 25    | 1 | 2 | 5 | 1 | – | 3 | – | – | 1 | 1 | 5 | –       | 4 | – |   | 2 |
| Люксембург     | 13    | – | – | 3 | – | – | 1 | 1 | 2 | – | 2 | 4 | –       | – | – | – |   |

## Галерия
- Телевизионният център на Би Би Си
- Грете и Юрген Ингман
- Ани Палмен
- Анита Талуг
- Вице Вуков
- Естер Офарим